# Луго, Эдгар
Эдгар Херардо Луго Аранда (исп. Édgar Gerardo Lugo Aranda; родился 31 декабря 1984 года в Мехико, Мексика) — мексиканский футболист, полузащитник. Выступал за сборную Мексики.
Эдгар — сын мексиканского футболиста, участника Чемпионата мира 1978 года в составе сборной Мексики, Херардо Луго. Луго-младший обладает хорошим дальним ударом и дриблингом, по этим качествам и внешне он очень похож на своего именитого отца, но, несмотря на это, пока не сделал большой карьеры в футболе.

## Клубная карьера
Луго — выпускник футбольной академии «Крус Асуль», клуба цвета которого много лет защищал его отец. В основную команду «цементников», Эдгар был введен в возрасте 22 лет. 27 января 2007 года в матче против «Атланте» состоялся дебют Луго-младшего в мексиканской Премьере. 14 октября 2007 года в поединке против «Пуэблы» он забил свой первый гол за «Асуль». В сезоне 2008 года, он регулярно появлялся на поле, а его команды смогла выиграть серебряные медали Клаусуры и Аперутры. 24 января 2009 года в матче против «Атласа» Луго сделал хет-трик. Эдгар также вместе с командой дважды участвовал в розыгрыше кубка Лиге чемпионов КОНКАКАФ в сезонах 2008/2009 и 2009/2010, оба раза проигрывая в финале. С приходом в клуб нового тренера Энрике Меса, Луго стал реже попадать в состав, все чаще оставаясь на скамейке запасных. В 2010 году для получения игровой практики он на правах аренды перешёл в «Пуэблу». 25 июля в поединке против «Гвадалахары» Эдгар дебютировал за новую команду. 9 августа в матче против «Эстудиантес Текос» он забил свой первый гол за «Пуэблу». Летом 2011 года Луго вновь на правах аренды перешёл в «Монаркас Морелия». 24 июля в матче против «Тихуаны» он дебютировал за «персиков». 26 октября в поединке против «Пачуки» Эдгар забил свой первый гол за «Морелию».
Летом 2012 года Эдгар подписал контракт с действующим чемпионом страны, клубом «Сантос Лагуна». 22 июля в матче против «Сан-Луиса» он дебютировал за новый клуб.
По окончании сезона Луго перешёл в «УАНЛ Тигрес». 28 июля в матче против «Пачуки» он дебютировал за «тигров». 30 октября в поединке против столичной «Америки» Эдгар забил свой первый гол за новую команду. В 2014 году Луго помог «Тигрес» выиграть Кубок Мексики. В начале 2016 года Эдгар перешёл в «Веракрус». 7 марта в матче против своего бывшего клуба «Пуэблы» он дебютировал за «акул».
В начале 2017 года Луго был отдан в аренду «Керетаро». 5 февраля в матче против «Крус Асуль» он дебютировал за новый клуб. 19 февраля в поединке против «Некаксы» Эдгар забил свой первый гол за «Керетаро».

## Международная карьера
После отлично проведённого сезона за «Монархов», тренер национальной команды Хосе Мануэль де ла Торре, вызывает Луго в сборную страны. 29 февраля 2012 года, Эдгар дебютировал за сборную Мексики в матче против сборной Колумбии, при счёте 2:0 в пользу колумбийцев, он заменил Хесуса Савала.

## Достижения
Командные
 «УАНЛ Тигрес»
- Чемпион Мексики — Апертура 2015
- Обладатель Кубка Мексики — Клаусура 2014

 «Веракрус»
- Обладатель Кубка Мексики — Клаусура 2016

 «Керетаро»
- Обладатель Кубка Мексики — Апертура 2016
- Обладатель Суперкубка Мексики — 2017

 «Эредиано»
- Победитель Лиги КОНКАКАФ — 2018
- Чемпион Коста-Рики — Апертура 2018